# Lista monumentelor istorice din județul Mureș - Ș

Simbol pentru monumentele istorice

Lista monumentelor istorice din județul Mureș - Ș cuprinde monumentele istorice înscrise în Patrimoniul cultural național al României și aflate în localități ce încep cu litera Ș din județul Mureș.
Lista completă este menținută și actualizată periodic de către Ministerul Culturii, Cultelor și Patrimoniului Național din România, prin intermediul Institutului Național al Patrimoniului, ultima versiune datând din 2015. Această listă cuprinde și actualizările ulterioare, realizate prin ordin al ministrului culturii.
| Cod LMI                         | Denumire                                                                  | Localitate                            | Localizare                                                                                           | Datare, Creatori                                           | Imagine               | Erori             |
| ------------------------------- | ------------------------------------------------------------------------- | ------------------------------------- | --- | ---------------------------------------------------------- | --------------------- | ----------------- |
| MS-I-s-B-15430 (RAN: 118183.01) | Așezarea de la Șilea Nirajului                                            | sat Șilea Nirajului; comuna Măgherani | „Pallota”, la 1,5 km S de sat, pe terasa pârâului Șugău, care se varsăîn Niraj 46.61666°N 24.91667°E | Epoca bronzului                                            | Încarcă foto \| video | Raportează eroare |
| MS-I-s-B-15431 (RAN: 119812.01) | Așezarea de la Șincai                                                     | sat Șincai; comuna Șincai             | „Cetatea Păgânilor” (Poganyvár), tell aplatizat la 3 km SV de sat 46.65°N 24.35°E                    | Perioada de tranziție la epoca bronzului, Cultura Coțofeni | Încarcă foto \| video | Raportează eroare |
| MS-II-m-B-20924.04              | Halta Șaeș                                                                | sat Șaeș; comuna Apold                | La km. 10+100, la ieșirea spre Sighișoara                                                            | sf. sec. XIX                                               |                       | Raportează eroare |
| MS-II-m-A-16037                 | Biserica „Schimbarea la Față”                                             | sat Șaeș; comuna Apold                | 135                                                                                                  | 1805 - 1821                                                |                       | Raportează eroare |
| MS-II-a-A-16038                 | Ansamblul bisericii evanghelice fortificate                               | sat Șaeș; comuna Apold                | 159 46.1556°N 24.77002°E                                                                             | 1500 - 1525, sec. XVII - XIX                               | Alte imagini          | Raportează eroare |
| MS-II-m-A-16038.01              | Biserica evanghelică                                                      | sat Șaeș; comuna Apold                | 159                                                                                                  | 1820 - 1832                                                |                       | Raportează eroare |
| MS-II-m-A-16038.02              | Incinta fortificată (fragmente), turn și spații de depozitare fortificate | sat Șaeș; comuna Apold                | 159                                                                                                  | 1500 - 1525, sec. XVIII, sec. XIX                          |                       | Raportează eroare |